# Promenade Cécile-Chaminade
La promenade Cécile-Chaminade est une voie située dans les 8e et 17e arrondissements de Paris, en France.

## Situation et accès
La promenade est un terre-plein central du boulevard des Batignolles, commence place de Clichy, et finit rue Darcet. Elle se prolonge à l'ouest par la promenade Jacques-Hébertot.
Elle est desservie par les lignes de métro 2 et 13 à la station Place de Clichy.

## Origine du nom
La voie porte le nom de la compositrice et pianiste française Cécile Chaminade (1857-1944), près du quartier des Batignolles dans lequel elle est née.

## Historique
La promenade a été dénommée par décision du Conseil de Paris en novembre 2021.

## Bâtiments remarquables et lieux de mémoire
- Place de Clichy
- Quartier des Batignolles